# Полінезійське підцарство

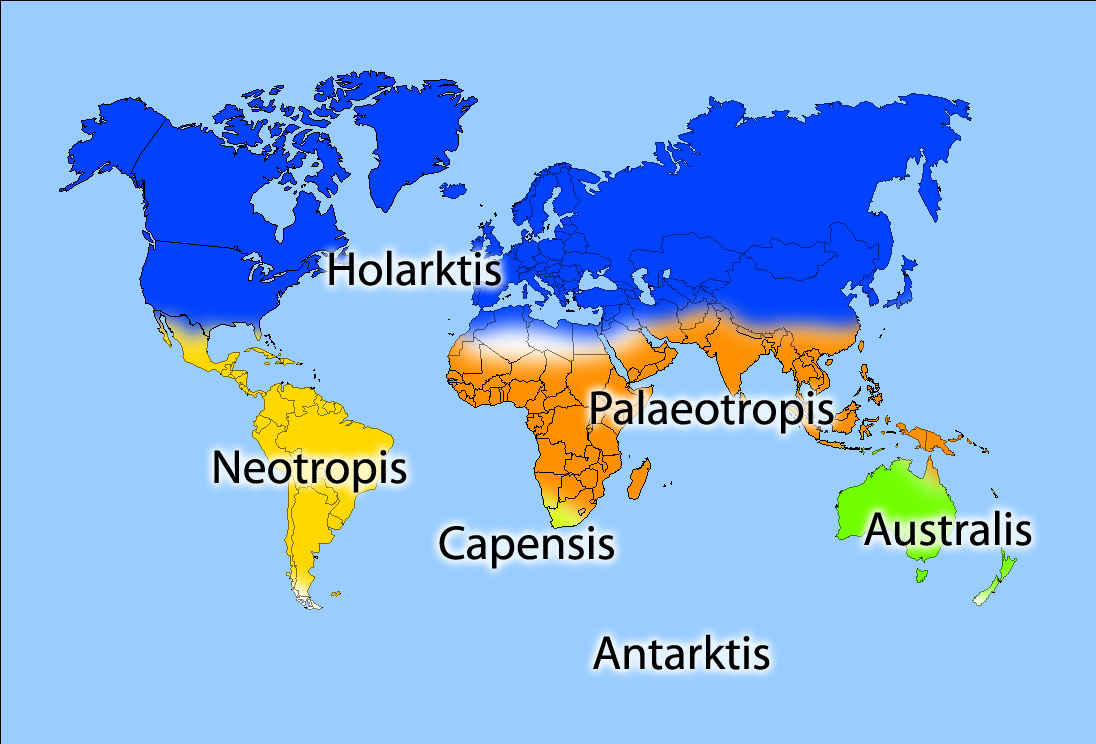
Карта флористичного районування

Полінезійське підцарство — одиниця флористичного поділу суші, що входить до Палеотропічного флористичного царства. Об'єднує острівні області з дуже молодими флорами імміграційного типу, що сформувалися не раніше ніж 2,5 млн років тому.

## Загальна характеристика
Флора підцарства веде своє походження від індо-малезійської флори, але відрізняється від неї вселенням австралійських і частково північно-американських видів. Характерна відсутність ендемічних родин, але родовий і видовий ендемізм досить високий.
А. Л. Тахтаджян розділяє підцарство на дві області — Полінезійську і Гавайську.

## Полінезійська область
Полінезійську область ділять на дві провінції:
1. Мікронезійськая провінція (англ. Micronesian District) включає Каролінські острови, Маріанські острови, о. Мінаміторн, атол Уейк, Маршалові острови, острови Гілберта, Науру і Ошен, а також ряд островів, що географічно належать Полінезії: Хауленд, Бейкер, острови Еліс, Фенікс і Токелау.
2. Полінезійська провінція (англ. Polynesian District) включає полінезійські острови Лайн, острови Кука, острови Суспільства, Тубуаї, Туамоту, острів Ропа, Маркізькі острови, острови Піткерн, Мангарева, Хендерсон, Дюсі, Паски, Сала-і-Гомес.

Число ендемічних родів у складі флори невелике. Серед них Guamia (родина Аннонові), Metatrophis (Кропив'яні), Tahitia (Липові), Lebronnecia (Мальви), Bonnierella і Reynoldsia (родина Аралієві), Cyrtandroidea (Геснерієві), Apetahia і Sclerotheca (Дзвоникові), Fitchia (Айстрові) і Pelagodoxa (родина Пальми). Більшість з перерахованих родів включають по 1-2 види, на їх фоні виділяються роди Рейнольдсія з 14 видами і Фітчія (7 видів).

## Гавайська область
Гавайська область — одна з найменших за територією: до неї входять тільки Гавайські острови і атол Джонстона. Проте, своєрідність її флори дозволяє більшості авторів виділяти цю область як цілком самостійну.
Флора носить яскраво виражений імміграційний характер. Домінують індо-малезійські види, а австралійські лише трохи поступаються північно-американським. Флора відносно бідна: число родів не перевищує 230, зовсім відсутні Хвойні, а також ряди Магнолієцвіті і Перечноцвіті; дуже мало орхідей. Проте, видовий ендемізм надзвичайно високий: з 2700 видів 97 є ендеміками.
Ендемічні роди: Diellia і Sadleria (родина Костенцові), Neraudia і Touchardia (Кропив'яні), Schiedea (Гвоздичні), Nototrichium (Амарантові), Isodendrion (14 видів, родина Фіалкові), Hillebrandia (Бегонієві), Hibiscadelphus і Kokia (Мальви), Neowawraea (Молочайні), Sroussaisia (Гортензієві), Platydesma (Рутові), Munroidendron (Аралієві), Labordia (23 види, родина Логанієві), Pteralyxia (Кутрові), Bobea (Маренові), Perispermum (Берізки), Nothocestrum (Пасльонові), Haplostachys і Stenogyne (відповідно 5 і 28 видів, Ясноткові), Dissochondrus (Тонконоги), а також по 6 родів родин Лобелії і Айстрові. Також багато ендемічних підродів і секцій.
Усередині Гавайської області виділяється тільки одна, Гавайська провінція.